# José Luis Arrese Magra

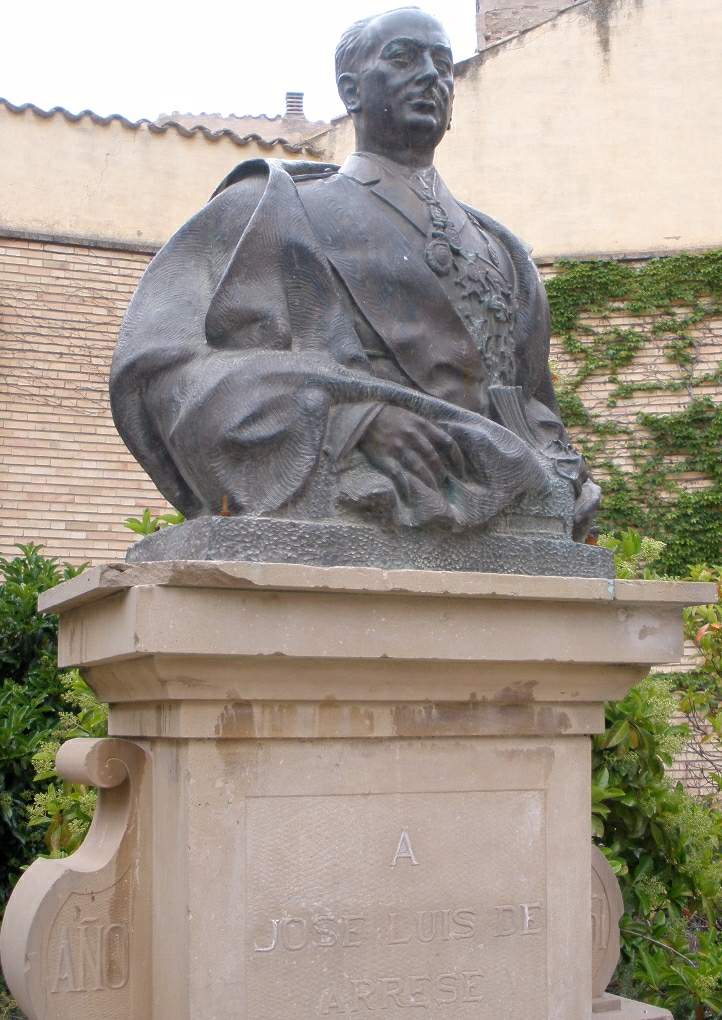
Monument a José Luis de Arrese a Corella (Navarra).

José Luis Arrese Magra (Bilbao, 14 d'abril de 1905 - 1986) fou un arquitecte i polític basc que fou diverses vegades ministre en governs presidits per Francisco Franco.

## Biografia
De jove va afiliar-se a Falange i a la guerra civil espanyola lluità al bàndol nacional. Un cop instaurat el franquisme, el 8 de novembre de 1939 fou nomenat governador civil de Màlaga.
El 19 de maig de 1941, Francisco Franco va encarregar-l'hi la secretaria general del Movimiento, en la que va destacar-se com a germanòfil, va publicar a la premsa del Movimiento les instruccions de reclutament per formar una divisió espanyola de voluntaris per a anar a lluitar a l'URSS amb els nazis. El 20 de juliol de 1945, Arrese, per a l'opinió pública internacional era considerat com a pro-nazi, per això Franco va cessar-lo junt a altres ministres del govern per a donar una imatge menys identificada amb els perdedors de la Segona Guerra Mundial.
El 15 de febrer del 1956, Franco va nomenar-lo un altre cop Ministre Secretari General del Movimiento, va intentar crear en aquella etapa unes lleis que institucionalitzessin la dictadura, però va trobar nombrosos obstacles, finalment com que no va trobar el suport necessari, va voler dimitir el 1957, i Franco, va encomenar-li la creació del nou ministeri de l'Habitatge, passant a ocupar Arrese aquesta nova cartera el 25 de febrer del 1957, càrrec que desenvolupà fins al 17 de març del 1960, en què fou destituït. Fins al final del règim va dedicar-se a actuar com a Procurador a Corts i Conseller Nacional del Movimiento.

## Obres

### Política
- La revolución social del nacionalsindicalismo, escrit en 1935 i publicat en 1940.
- Manuales del Pensamiento Falangista (1942)
- Escritos y Discursos (1943)
- Participación del pueblo en las tareas del Estado (1944)
- La revolución económica como principio y base de la Revolución Social (1945)
- El Estado totalitario en el pensamiento de José Antonio (1945)
- El Movimiento Nacional como sistema político (1945)
- Nuevos escritos y discursos (1945)
- Misión de la Falange (1945)
- Capitalismo, comunismo, cristianismo (1947)
- Hacia una meta institucional (1957)
- Una etapa constituyente (1982)
- Política de Vivienda (1959 y 1961)
- Treinta años de política, Madrid, 1966
- Una etapa constituyente, Barcelona, Editorial Planeta, S.A., 1982

### Literatura
- Poesías (1930).
- Esa estrella que brilla solitaria (1948)

### Art
- Málaga desde el punto vista urbanístico, (1941)
- Historia de una casa (1947)
- Arte religioso de un pueblo de España (1963)
- La Arquitectura del Hogar y la ordenación urbana, como reflejo de la vida familiar y social de cada época (1967, Discurso de entrada en la Academia)
- Antonio González Ruiz, Madrid, 1973
- Arqueología (Catálogo de la colección), Madrid, Autor-editor, 1978
- El Arte, la Fundación y la Medalla de Honor , Catálogo del Arte Existente en la Casa Museo, capilla Panteón de la parroquia de San Miguel, Museo del Monasterio De La Encarnación. Madrid 1980, Fundación Arrese.
- Catálogo general de Arte Sacro en el Museo de la Encarnación, Corella, Autor-editor, 1983.

### Història
- Los vascos en Lanzarote, 2º premio en Euskalerriaren Alde, 1927
- El Músico Blas de Laserna (1952)
- El conde Rotrou El Grande, (1964)
- Diccionario biográfico de corellanos ilustres (1969)